# Andreas Holmberg (biskop)
Bengt Andreas Holmberg, född 22 december 1966 i Sankt Peters klosters församling i Lund, är en svensk präst och biskop i Stockholms stift. Han valdes till biskop 5 mars 2019 med biskopsvigning 22 september 2019 i Uppsala domkyrka.

## Biografi
Andreas Holmberg föddes som son till Solweig Holmberg och Bengt Holmberg, professor emeritus i nytestamentlig exegetik vid Lunds universitet. Holmberg är uppväxt i Lund, Tanzania och Göteborg. Han studerade teologi i Uppsala och prästvigdes 1993 av biskop Henrik Svenungsson för Stockholms stift och tjänstgjorde under sitt första år i Kista församling. År 1994-2000 arbetade han som präst och distriktsledare för Ängskyrkan i Tumba församling. Mellan 2001 och 2005 arbetade han som teologisk lärare i Tanzania för den Evangelisk-lutherska kyrkan i Tanzania. Från 2005 till 2012 arbetade han som präst och distriktsledare i norra Botkyrka i Botkyrka församling. År 2012 anställdes han som stiftsadjunkt vid Stockholms stiftskansli. År 2019 disputerade Holmberg vid Åbo akademi med avhandlingen Kyrka i nytt landskap som handlar om den teologi som växer fram i församlingar i mångkulturella och mångreligiösa miljöer. I mars 2023 publicerade Holmberg boken Gud såg att det var gott: Att vara människa och kyrka i klimatnödens tid. Boken är Holmbergs herdabrev till församlingarna i Stockholms stift. 
Under december 2022 uttalade sig Holmberg tillsammans med Sören Dalevi och Mikael Mogren att de avser neka prästvigning till de kandidater som motsätter sig samkönad vigsel.